# Génocide des Isaaq

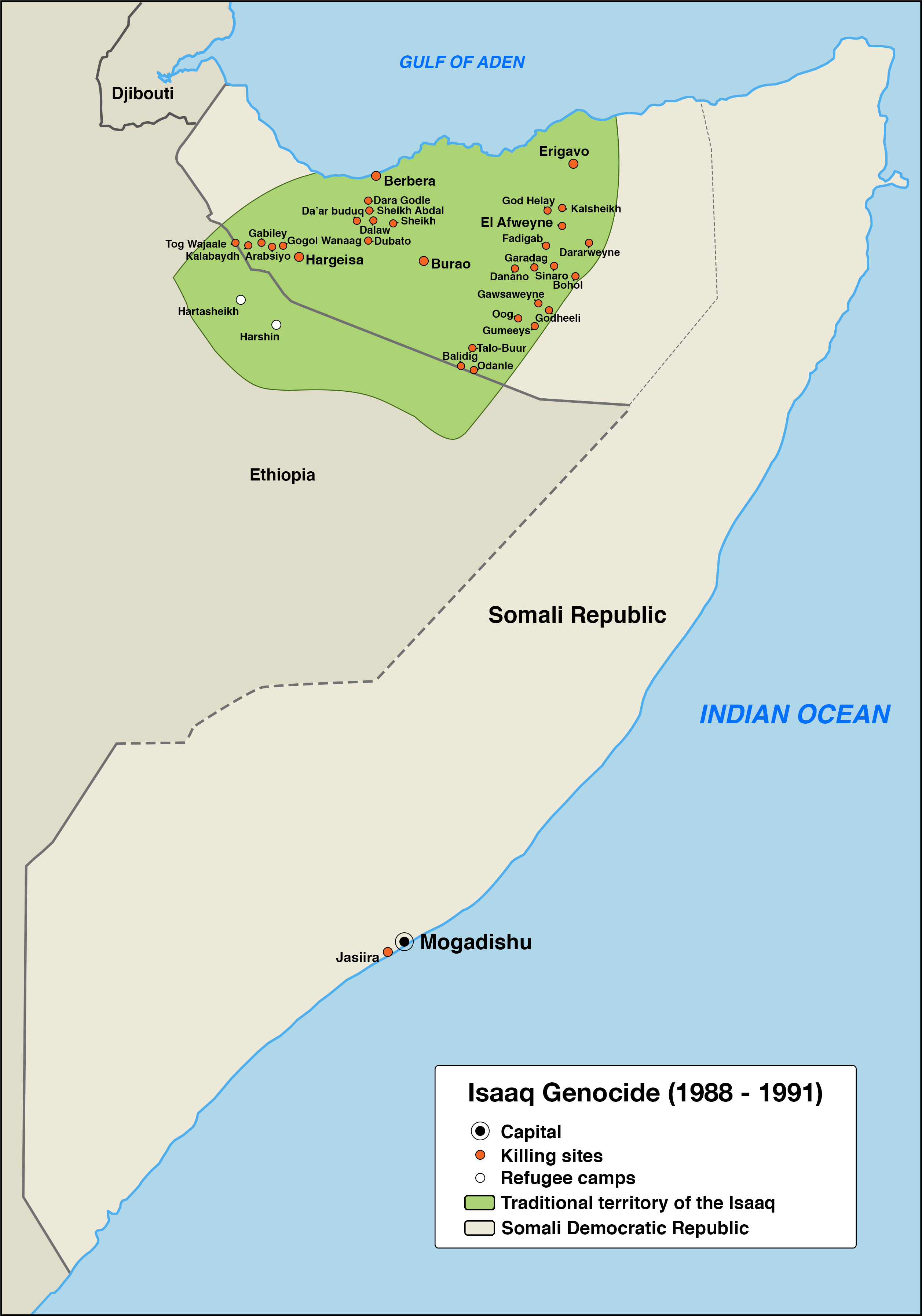
Carte des zones affectées par le génocide des Isaaq.

Le génocide des Isaaq (somali : Xasuuqii beesha Isaaq, arabe : الإبادة الجماعية لقبيلة إسحاق,), ou holocauste d'Hargeisa, est le massacre systématique de civils Isaaq perpétré entre 1987 et 1989 par la République démocratique somalie et avec sa complicité, sous la dictature de Mohamed Siad Barre, au cours de la Révolution somalienne,. Ce massacre a causé la mort, selon plusieurs sources, de 50 000 à 100 000 civils,, ou, selon les analyses locales, jusqu'à 200 000 civils Isaaq.
Parmi les étapes de ce génocide figure la destruction totale des deuxième et troisième villes principales de la République somalie, Hargeisa (détruite à 90 %) et Burao (détruite à 70 %). Les attaques ont aussi conduit 500 000 Somalis (principalement des Isaaq) à fuir le pays et traverser la frontière pour se réfugier à Hart Sheik en Éthiopie, mouvement décrit comme « l'un des déplacements forcés les plus massifs et les plus rapides connus dans l'histoire africaine », ; les rescapés se sont trouvés dans le plus grand camp de réfugiés à l'époque, en 1988 et 400 000 autres victimes ont été déplacées,,. L'ampleur des destructions menées à Hargeisa a valu à la ville le surnom de « Dresde de l'Afrique ». Ces tueries qui ont eu lieu à l'époque de la Révolution somalienne sont parfois qualifiées de « génocide oublié ».
En milieu rural, les forces armées somaliennes se sont dotées d'une section mécanisée pour perpétrer la persécution des Isaaq : les Dabar Goynta Isaaqa (les Exterminateurs d'Isaaq), composée uniquement de personnes n'appartenant pas au clan Isaaq (principalement des Ogaden),. Cette unité a mené « des campagnes d'attaques systématiques contre des civils désarmés dans des villages, des points d'eau et des pâturages en Somalie du nord [Somaliland], tuant de nombreux habitants et forçant les rescapés à fuir vers des secteurs lointains pour trouver la sécurité » ; c'est ainsi que des villages entiers ont été dépeuplés et des villes livrées aux pillages,. Les Isaaq ont aussi été victimes de viol en tant qu'arme de génocide. Human Rights Watch déclare que le groupe armé des Dabar Goynta Isaaqa, ainsi que d'autres unités des forces militaires, sont responsables d'une campagne de terreur menée contre les nomades Isaaq dans les zones rurales. Le Dabar Goynta Isaaqa est ensuite devenu un système de gouvernance dont les représentants locaux appliquaient les politiques les plus répressives à l'encontre des Isaaq. En outre, le gouvernement somalien a déposé un million de mines terrestres sur le territoire des Isaaq.
En 2001, les Nations unies ont mandaté une enquête sur les atteintes aux droits humains qui ont été perpétrées en Somalie, et plus particulièrement pour déterminer si « des crimes tombant sous la juridiction internationale (c'est-à-dire des crimes de guerre, des crimes contre l'humanité ou un génocide) ont été commis pendant la guerre civile en Somalie ». L'enquête est mandatée à la fois par les Nations unies et par le Haut-Commissariat des Nations unies aux droits de l'homme. Au terme de l'enquête, le rapport conclut qu'un crime de génocide a bien eu lieu contre les Isaaq en Somalie. L'enquêteur des Nations unies, Chris Mburu, déclare : « D'après les preuves recueillies en Somaliland et ailleurs, pendant et après l'enquête, le consultant mandaté est convaincu que le crime de génocide a été voulu, préparé et perpétré par le gouvernement de Somalie contre les Isaaq du Nord du pays entre 1987 et 1989 ».